# Le Tireur d'élite
Pour plus de détails, voir Fiche technique et Distribution.
Le Tireur d’élite (Ворошиловский стрелок) est un film russe  réalisé par Stanislav Govoroukhine, sorti en 1999.

## Synopsis
Un vétéran de la Grande Guerre patriotique se venge des  «Nouveaux Russes», qui ont violé sa petite fille.

## Distribution
- Mikhaïl Oulianov : Ivan Afonine
- Anna Siniakina : Ekaterina Afonina
- Alexandre Porokhovchtchikov : colonel Nikolaï Pachoutine
- Ilya Drevnov : Vadim Pachoutine
- Alekseï Makarov : Boris Tchoukhanov
- Marat Bacharov : Igor Zvorygine
- Vladislav Galkine : lieutenant supérieur Alekseï Podberiozkine
- Sergueï Garmach : capitaine Kachaïev
- Irina Rozanova : Olga Afonina

## Fiche technique
- Photographie : Gennadi Engstrem
- Musique : Vladimir Dachkevitch
- Décors : Valentin Gidoulianov, Alla Oleneva, Sergeï Chalamov
- Montage : Vera Krouglova